# Tizi Mahdi
Tizi Mahdi (en arabe : تيزي المهدي), est une commune de la wilaya de Médéa en Algérie.

## Géographie
La commune est située dans le tell central algérien dans l'Atlas tellien dans l'Atlas blidéen à environ 95 km au sud-ouest d'Alger et à 20 km au sud de Médéa et à environ 45 km au sud-ouest de Blida et à 20 km au nord-ouest Berrouaghia et à 90 km à l'est d'Aïn Defla et à 90 km au sud-est de Tipaza.
|                          | Médéa, Draa Essamar |                                |
| Bouaichoune, Oued Harbil | Tizi Mahdi          | Berrouaghia, Ouzera, Benchicao |
|                          | Si Mahdjoub         |                                |